# Последнее дело Ламарки
После́днее де́ло Лама́рки (англ. City by the Sea — «Город у моря») — фильм режиссёра Майкла Кейтон-Джонса, психологическая драма с элементами детектива. В главной роли — Роберт Де Ниро. Снят в США в 2002 году, основан на реальной истории лейтенанта полиции Винсента Ламарки, получившей широкую огласку в американской прессе.

## Сюжет
Винсент Ламарка (Роберт Де Ниро) — лейтенант полиции предпенсионного возраста. В раннем детстве он пережил личную трагедию. Его отца казнили за похищение с целью выкупа и непреднамеренное убийство мальчика из богатой семьи. Это событие сказалось ещё одной драмой уже во взрослой жизни Ламарки. Его жена изменила ему, последовал развод. Социальные службы, ссылаясь на якобы унаследованную Винсентом предрасположенность к насилию, практически лишили его возможности видеть и воспитывать пятилетнего сына Джоя. Дальнейшие события происходят в наши дни.
Повзрослевший девятнадцатилетний Джой (Джеймс Франко) — опустившийся наркоман. В случайной драке, которая возникла при покупке очередной дозы, он убивает уличного торговца наркотиками. Труп находит полиция, Винсент Ламарка и его напарник Рег очень быстро выясняют, кто убийца. Ламарку отстраняют от расследования дела сына. Джина, подруга Джоя, подбрасывает Винсенту мальчика дошкольного возраста и сообщает, что это его внук. Но Ламарка не готов к таким переменам в привычном укладе жизни. Он передаёт ребёнка социальным службам.
Одновременно с полицией Джоя разыскивает босс убитого наркоторговца. По стечению обстоятельств он и офицер полиции Рег одновременно узнают, где может скрываться Джой Ламарка. Они сталкиваются в здании старого заброшенного казино. Наркоторговец убивает полицейского. Свидетелей нет, все обвинения ложатся на Джоя Ламарку.
Коллеги отворачиваются от Винсента, в газетах идёт травля под слоганом «гены убийства». В ходе частного расследования лейтенант Ламарка собирает доказательства невиновности Джоя в смерти полицейского, разыскивает сына. Духовная кульминация фильма — сцена покаяния отца за годы, которые он провёл вдали от своего ребёнка. Винсент убеждает Джоя сдаться полиции. Финал фильма открыт. Чуть постаревший лейтенант Ламарка играет на берегу океана с внуком, возвращённым из приюта. Судьба Джоя неизвестна.

## В ролях
| Актёр              | Роль                      |
| ------------------ | ------------------------- |
| Роберт Де Ниро     | Винсент Ламарка           |
| Джеймс Франко      | Джой Ламарка              |
| Элайза Душку       | Джина                     |
| Фрэнсис Макдорманд | Мишель (подруга Винсента) |
| Уильям Форсайт     | Спайдер                   |
| Джордж Дзундза     | Рег Даффи                 |
| Пэтти Люпон        | Мэгги                     |
| Энсон Маунт        | Дейв Симон                |
| Джон Доман         | Хендерсон                 |
| Дрена Де Ниро      | Ванесса Хансен            |
| Нестор Серрано     | Херб                      |